# Административное здание (бывшее здание Больницы Турксиба)
Административное здание (бывшее здание Больницы Турксиба) — двухэтажное «Ш»-образное в плане здание в г. Алматы. Здание состоит из четырёх сооружений, с внутренними двориками со стороны заднего фасада. Здание Больницы Турксиба было построено в 1950 году для ударников производства, строителей, машинистов и других работников. Автор проекта М. Кудрявцев. Использованы национальное приёмы декора и стиля.
В настоящее время здание является административным, в его стенах расположены медицинские и лингвистические центры, туристские компании и другие предприятия.